# TENOHIRA
『TENOHIRA』（てのひら）は、日本のガールズ・デュオ「BESTIEM」1枚目のシングル。2018年1月24日にBrand-New Musicからリリース。音楽クリエイター伊秩弘将の提供楽曲を主体とする全3曲収録。

## 背景・制作
2017年夏にアルバムデビューしたツインボーカルのガールズ・デュオ「BESTIEM」が、初めてリリースしたシングル。
表題曲は、前年にリリースしたセルフタイトルのアルバム『BESTIEM』の収録候補だった楽曲で、完成度の高さとウインターラブソングという観点から、冬季発売の本作まで温存していたと明かしている。制作はアルバムと同様に音楽クリエイター伊秩弘将が主要楽曲を提供し、同スタッフの佐久間誠が全編曲を務めた。ほか、同氏所属プロダクションのソングライター矢作綾加が作詞に協力をしている。
カップリング曲
c/wにはメンバー両名初のソロ曲が企画され、関谷真由のバラード「Just by your side」、古橋舞悠のダンス・ポップ「Touch your heart, Feel your beat」を収録。

## リリース / プロモーション
リリース関連の企画
- 特典：各地で実施したリリースイベントの購入者に、個別サインやチェキ、直筆サイン入りのオリジナルフォトやオリジナルポスターなどを進呈。
- 配信：シングル発売当日に、ツイキャスによる生配信を実施。

シングルのプロモーションで、以下のメディアに出演した。
テレビ番組
- S Rocks (2017年12月8日、TOKYO MX)
- バズリズム02 (2018年1月19日、日本テレビ)
- アイドルヒッツ (2018年1月23日ほか、スペースシャワーTV プラス) - MVオンエア
- アイドルソングランキング (2018年1月28日ほか、スペースシャワーTV プラス) - MVオンエア

配信番組
- ピタットTV『ピタットカフェ』(2017年11月25日、占いTV)

ラジオ番組
- HITS! THE TOWN (2018年1月20日、FM NACK5)
- Love YOKOHAMA (2018年1月20日・27日、ニッポン放送)
- タイムマシーン3号 俺たちの穴! (2018年1月23日、FM-FUJI)
- Tresen (2018年1月26日、FMヨコハマ)[3]
- Nutty Radio Show THE魂 (2018年2月1日、FM NACK5)

## アートワーク / ミュージック・ビデオ
アートワーク
ジャケットおよびステージ衣装は、ウインターソングのイメージから白を基調としている。
ミュージック・ビデオ
リリースに先行して、表題曲のフルバージョンをYouTubeで公開。映像ディレクターは太田大貴が担当した。

## ライブ・パフォーマンス
発売記念のインストアイベント・ミニライブを、以下の日時・場所で実施した。
1stシングル「TENOHIRA」発売記念ミニライブ
(2017年)
- 11月23日 池袋ニコニコ本社
- 11月25日 府中フォーリス
- 11月26日 新星堂 池袋サンシャインアルタ
- 12月26日 タワーレコードららぽーと立川立飛

(2018年)
- 1月6日 タワーレコード池袋
- 1月7日 HMV＆BOOKS SHIBUYA
- 1月8日 タワーレコード川崎
- 1月13日 アリオ蘇我
- 1月14日 タワーレコード渋谷
- 1月23日 HMVエソラ池袋
- 1月24日 TOWERminiダイバーシティ東京
- 1月25日 HMVエソラ池袋
- 1月26日 タワーレコードグランツリー武蔵小杉
- 1月27日 大阪あべのHoop
- 1月28日 名古屋HMV栄
- 2月4日 タワーレコード池袋

客演・ライブイベント
収録曲はワンマンライブを始め、以下各地イベントなどでライブ披露した。
- IJICHI's Living Door (2017年11月21日、2018年1月5日・17日・25日、2月1日、銀座miiya cafe / 恵比寿天窓.switch / 千駄ヶ谷GRAPES KITASANDO)
- D-RactoR「LIVE LIVE LIVE!!」(2017年11月26日、池袋シアターYES)
- BESTIEM 3rd LIVE (2017年12月18日、渋谷DESEO mini)
- BESTIEM 川音希 ツーマンリリースイベント (2018年1月20日、渋谷DESEO mini)
- BESTIEMメルマガ会員限定イベント (2018年1月21日、千駄ヶ谷GRAPES KITASANDO)
- BESTIEM 4th LIVE (2018年2月12日、渋谷DESEO mini)

## メディアでの使用
表題曲は以下のメディアで使用された。
- BS日テレ『片岡愛之助の解明! 歴史捜査』2017年12月 - 2018年1月度エンディングテーマ
- FM TARO『HOT POWER SPIN!』2018年1月度パワープレイ

## 収録トラック
| 全編曲: 佐久間誠。 |                                                    |           |           |       |
| #                  | タイトル                                           | 作詞      | 作曲      | 時間  |
| 1.                 | 「TENOHIRA」                                       | 伊秩弘将  | 伊秩弘将  | 4:38  |
| 2.                 | 「Just by your side」(関谷真由ソロ)                | 矢作綾加  | YUMA      | 5:06  |
| 3.                 | 「Touch your heart, Feel your beat」(古橋舞悠ソロ) | 矢作綾加  | 伊秩弘将  | 4:16  |
| 4.                 | 「TENOHIRA」(Instrumental)                         |           |           | 4:38  |
| 5.                 | 「Just by your side」(Instrumental)                |           |           | 5:06  |
| 6.                 | 「Touch your heart, Feel your beat」(Instrumental) |           |           | 4:12  |
| 合計時間:          | 合計時間:                                          | 合計時間: | 合計時間: | 27:59 |